# Typhlamphiascus drachi
Typhlamphiascus drachi är en kräftdjursart som beskrevs av Soyer 1963. Typhlamphiascus drachi ingår i släktet Typhlamphiascus och familjen Diosaccidae. Inga underarter finns listade i Catalogue of Life.